# KBibTeX
KBibTeX є BibTeX редактором для KDE, який надає змогу редагувати бібліографії BibTeX та biblatex для їх подальшого використання в LaTeX.

## Можливості
- Містить зручні маски введення (активізація потрібних полів (назва, автор, рік, журнал, інше) форми згідно з обраним класом документа: стаття, книга, буклет, конференція, довідник, тези, кандидатська, невидане, інші.)
- Пошук позначеного фрагмента тексту у інтернеті (використовуючи Google або PubMed та інші пошукові системи)
- Експорт до PDF, PostScript, RTF та XML/HTML.
- Зручне фільтрування бібліографічних записів за автором, назвою, роком, журналом, ключовими словами.
- Інтеграція із Zotero.

## Поліпшення
Сумісне використання з Cb2Bib-ом — розширює можливості програми, як редактора бібліографії. У такому поєднанні KBibTeX використовується для показу створеної бібліографії та зручнішої навігації по ній, а також подальшого редагування, в той час як Cb2Bib — стає найзручнішим засобом для створення бібліографії (використовує цікавий механізм автозаповнення бібліографічної інформації з буфера обміну чи видобуваючи текст з pdf за шаблонами відомих журналів (які використовують однакове оформлення для записів усіх статей, а отже, і однаковий стиль форматування та розміщення бібліографічної інформації у статті), а також надає зручний інструмент для користувацького заповнення форми завдяки контекстному меню позначеного фрагмента тексту, в якому користувач вказує тип позначеного тексту (заголовок, автор/и, журнал, рік, номер, інше)).